# بلموبان
بلموبان (بالإنجليزية: Belmopan)‏ عاصمة بليز، كان عدد سكانها في عام 2010 16,451. وأصغر عاصمة في الأمريكتين القارية من حيث عدد السكان، تأسست في عام 1970، وهي واحدة من أحدث العواصم الوطنية في العالم. منذ عام 2000 كانت بلموبان واحدة من مستوطنتين في بليز تتمتعان بوضع رسمي كمدينة.

## الجغرافيا
تقع المدينة في منطقة كايو على ارتفاع 76 متر (249 قدم) فوق مستوى سطح البحر. تم إنشاء بلموبان على شرق نهر بليز، على بعد 80 كيلومترًا (50 ميلًا) من العاصمة السابقة، مدينة بليز، بعد أن دمر إعصار هاتي تلك المدينة في عام 1961. وتم نقل الحكومة إلى بلموبان في عام 1970. الجدير بالذكر ان مبنى الجمعية الوطنية مبنية على طراز المايا المعماري.

## تاريخيا
بنيت العاصمة الجديدة بعد أن دمر إعصار هيتيي عام 1961 75% من المنازل وأماكن العمل في مدينة بليز، مم دعا الحكومة إلى بناء عاصمة جديدة. في منطقة امنة نسبيا من الأعاصير والتي توفر مساحة كافية لأنشاء منطقة صناعية وفي عام 1962، اختارت لجنة الموقع المعروف الآن باسم بلموبان، التي تبعد 82 كيلومترًا جنوب غرب العاصمة القديمة.
وبما أن بليز كانت مستعمرة بريطانية (معروفة بهندوراس البريطانية) ذلك الوقت، قاد برئيس الوزراء انذاك جورج كادلي برايس وفداً لطلب المعونة المادية من بريطانيا. على الرغم من أن الحكومة البريطانية لم تكن قادرة على بتمويل مثل هذا المشروع الضخم، إلا أن الحكومة البريطانية أبدت اهتمامًا لاختيار موقع المدينة.
الاسم المختار للعاصمة الجديدة، بلموبان، مشتق من اتحاد كلمتين: «بليز»، اسم أطول نهر في البلاد، و«موبان»، أحد الأنهار في هذه المنطقة. التكلفة الأولية المقدرة لبناء هذه المدينة الجديدة كانت 40 مليون دولار بليزي (20 مليون دولار أمريكي). ولم يتوفر سوى 20 مليون دولار بليزي (10 ملايين دولار أمريكي).
وفي عام 1967 بدأ العمل. وتم الانتهاء من المرحلة الأولى من المدينة الجديدة في عام 1970 بتكلفة 24 مليون دولار بليزي (12 مليون دولار أمريكي). ومن 1970 إلى 2000 كانت إدارة بلموبان تدار من قبل مؤسسة إعادة الإعمار والتنمية المعروفة باسم "Recondev".
وكان هناك تردد في البداية بين الحكومات الأجنبية لنقل سفاراتها إلى بلموبان حيث كان هناك بعض الشكوك حول ما إذا كانت هذه المنطقة الداخلية ستصبح بالفعل العاصمة. وعندما حصلت بليز على الاستقلال افتتحت المفوضية البريطانية سفارتها في عام 1981، وانتقلت إلى موقعها الحالي في عام 1984. وفي فبراير 2005، بدأت حكومة الولايات المتحدة في بناء سفارة جديدة في بلموبان، بعد 43 عامًا من اختيارها لتكون العاصمة الادارية الجديدة. وتم افتتاح السفارة الأمريكية رسميًا في 11 ديسمبر 2006. ثم تبعتها المكسيك والبرازيل وكوستاريكا والسلفادور وفنزويلا، بينما فتحت الإكوادور وتشيلي وجمهورية الدومينيكان قنصليات. ومع ذلك لا تزال العاصمة السابقة تضم معظم السلك الدبلوماسي الأجنبي في البلاد.

## المناخ
تتميز بلموبان بمناخ موسمي استوائي (تصنيف كوبن للمناخ). تتمتع المدينة بموسم رطب طويل يمتد من مايو حتى يناير وموسم جاف قصير. تشهد بلموبان هطول الأمطار خلال موسم الجفاف. ومارس وأبريل هما أكثر الشهور جفافاً في بلموبان مع ما يقرب من 45 ملم من الأمطار في المتوسط خلال تلك الأشهر. متوسط درجات الحرارة الشهرية ثابتة إلى حد ما على مدار العام، وتتراوح من 23 درجة مئوية إلى 28 درجة مئوية.
| البيانات المناخية لـبلموبان                       | البيانات المناخية لـبلموبان | البيانات المناخية لـبلموبان | البيانات المناخية لـبلموبان | البيانات المناخية لـبلموبان | البيانات المناخية لـبلموبان | البيانات المناخية لـبلموبان | البيانات المناخية لـبلموبان | البيانات المناخية لـبلموبان | البيانات المناخية لـبلموبان | البيانات المناخية لـبلموبان | البيانات المناخية لـبلموبان | البيانات المناخية لـبلموبان | البيانات المناخية لـبلموبان |
| الشهر                                             | يناير                       | فبراير                      | مارس                        | أبريل                       | مايو                        | يونيو                       | يوليو                       | أغسطس                       | سبتمبر                      | أكتوبر                      | نوفمبر                      | ديسمبر                      | المعدل السنوي               |
| ------------------------------------------------- | --------------------------- | --------------------------- | --------------------------- | --------------------------- | --------------------------- | --------------------------- | --------------------------- | --------------------------- | --------------------------- | --------------------------- | --------------------------- | --------------------------- | --------------------------- |
| متوسط درجة الحرارة الكبرى °م (°ف)                 | 27.9 (82.2)                 | 29.5 (85.1)                 | 31.4 (88.5)                 | 32.9 (91.2)                 | 34.0 (93.2)                 | 32.7 (90.9)                 | 31.9 (89.4)                 | 32.2 (90.0)                 | 32.2 (90.0)                 | 31.0 (87.8)                 | 29.4 (84.9)                 | 28.3 (82.9)                 | 31.1 (88.0)                 |
| المتوسط اليومي °م (°ف)                            | 23.1 (73.6)                 | 23.9 (75.0)                 | 25.1 (77.2)                 | 26.7 (80.1)                 | 28.1 (82.6)                 | 27.9 (82.2)                 | 27.2 (81.0)                 | 27.3 (81.1)                 | 27.4 (81.3)                 | 26.4 (79.5)                 | 24.7 (76.5)                 | 23.6 (74.5)                 | 26.0 (78.8)                 |
| متوسط درجة الحرارة الصغرى °م (°ف)                 | 18.2 (64.8)                 | 18.3 (64.9)                 | 18.9 (66.0)                 | 20.6 (69.1)                 | 22.2 (72.0)                 | 23.1 (73.6)                 | 22.5 (72.5)                 | 22.5 (72.5)                 | 22.6 (72.7)                 | 21.8 (71.2)                 | 20.1 (68.2)                 | 19.1 (66.4)                 | 20.8 (69.4)                 |
| معدل هطول الأمطار مم (إنش)                        | 129.3 (5.09)                | 55.2 (2.17)                 | 49.8 (1.96)                 | 41.2 (1.62)                 | 106.6 (4.20)                | 249.7 (9.83)                | 279.8 (11.02)               | 223.4 (8.80)                | 250.2 (9.85)                | 222.8 (8.77)                | 193.3 (7.61)                | 143.2 (5.64)                | 1٬944٫5 (76.56)             |
| متوسط الأيام الممطرة (≥ 1.0 mm)                   | 12                          | 7                           | 5                           | 3                           | 7                           | 16                          | 18                          | 15                          | 16                          | 15                          | 12                          | 13                          | 139                         |
| ساعات سطوع الشمس الشهرية                          | 170.5                       | 189.3                       | 241.8                       | 255.0                       | 248.0                       | 189.0                       | 201.5                       | 207.7                       | 171.0                       | 182.9                       | 165.0                       | 150.0                       | 2٬371٫7                     |
| ساعات سطوع الشمس اليومية                          | 5.5                         | 6.7                         | 7.8                         | 8.5                         | 8.0                         | 6.3                         | 6.5                         | 6.7                         | 5.7                         | 5.9                         | 5.5                         | 5.0                         | 6.5                         |
| المصدر: National Meteorological Service of Belize |                             |                             |                             |                             |                             |                             |                             |                             |                             |                             |                             |                             |                             |

## الحكومة
صوّت سكان بلموبان في استفتاء عام 1999 للتحول إلى الانتخاب المباشر لمجلس المدينة. في عام 2000، تم تأسيس بلموبان كمدينة وعقدت أول انتخابات لمجلس المدينة. وانتخب انتوني تشانونا من حزب الشعب المتحد رئيسًا للبلدية، وأعيد انتخابه في عام 2003. وبعد فوز الحزب الاتحادي الديمقراطي على مستوى البلدية في عام 2015، أصبح عمدة بلموبان هو خالد بيليسل.

## النقل

### السكك الحديدية
سيكون لدى بلموبان نظام سكة حديد يخضع حاليًا لدراسة جدول أجرتها الوكالة اليابانية للتعاون الدولي.

### المطارات
يخدم بلموبان مطار هيكتور سيلفا، وهو مطار محلي يقع في شمال غرب المدينة.

## أعلام
- إلروي سميث
- ديون فرازر

## وصلات خارجية
- صور مدينة بلموبان
- بلموبان اون لاين
- خريطة المدينة نسخة محفوظة 8 ديسمبر 2006 على موقع واي باك مشين.